# Puck (revista)

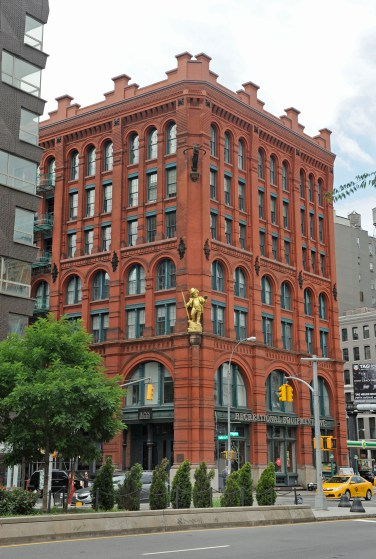
O Edifício Puck em Manhattan, Nova York

A Puck foi a primeira revista de humor de sucesso nos Estados Unidos, com charges coloridas, caricaturas e sátiras políticas sobre questões da época. Foi fundada em 1876 como uma publicação em língua alemã por Joseph Keppler, um cartunista imigrante austríaco. A primeira edição em inglês da Puck foi publicada em 1877, abordando questões como o Tammany Hall da cidade de Nova York, política presidencial e questões sociais do final do século XIX ao início do século XX.
"Puckish" significa "infantilmente travesso". Isso levou o personagem Puck de Shakespeare (de Sonho de uma noite de verão ) a ser reformulado como um garoto charmoso quase nu e usado como título da revista. Puck foi a primeira revista a veicular publicidade ilustrada e a primeira a adotar com sucesso a impressão litográfica colorida para uma publicação semanal. A Puck foi publicada de 1876 a 1918.

## Histórico de publicação
Depois de trabalhar com a Leslie's Illustrated Weekly em Nova York – uma revista bem estabelecida na época – Keppler criou uma revista satírica chamada Puck. A revista semanal foi fundada por Keppler em St. Louis, no Missouri. Keppler começou a publicar periódicos em língua alemã em 1869, mas eles fracassaram. Em 1871, ele tentou outro semanário de desenhos animados, Puck, que durou até agosto de 1872.  Então, em 1876, ele começou novamente a publicar a Puck em alemão. Os patrocinadores interessados queriam a Puck em inglês, então ele o publicou em ambas as línguas por 15 anos, até encerrar a versão em alemão.
Em 1877, depois de ganhar amplo apoio para uma versão em inglês da Puck, Keppler publicou sua primeira edição em inglês; essa primeira edição em inglês tinha 16 páginas e era vendida por 16 centavos. Algum tempo antes de 1887, a Puck mudou sua redação de St. Louis para Nova York.
Em maio de 1893, a Puck Press publicou Uma seleção de cartuns da Puck, de Joseph Keppler (1877–1892), apresentando 56 cartuns escolhidos por Keppler como seu melhor trabalho. Também em 1893, Keppler mudou-se temporariamente para Chicago e publicou uma versão menor, de 12 páginas, da Puck, no recinto da Feira Mundial de Chicago. Pouco tempo depois, Joseph Keppler morreu, e Henry Cuyler Bunner, editor da Puck desde 1877, continuou a revista até sua morte em 1896. Harry Leon Wilson substituiu Bunner e permaneceu como editor até que ele renunciou em 1902. Joseph Keppler Jr. tornou-se então o editor.
A revista em inglês continuou em operação por mais de 40 anos sob vários proprietários e editores, até ser comprada pela empresa William Randolph Hearst em 1916 (ironicamente, uma charge de 1906 zombou da candidatura de Hearst ao Congresso com os personagens de seus jornais). O conglomerado Hearst descontinuou o material político e mudou para belas artes e modismos sociais. Em dois anos, as assinaturas caíram e a Hearst interrompeu a publicação; a edição final foi distribuída em 5 de setembro de 1918.

### Edição de Londres
Uma edição londrina da Puck foi publicada entre janeiro de 1889 e junho de 1890. Entre os colaboradores estava o cartunista e satirista político inglês Tom Merry.

## Contente
A revista era composta por 16 páginas medindo 10 polegadas por 13,5 polegadas com capas e contra-capas coloridas e uma página dupla colorida. A capa sempre citava Puck dizendo: "Que tolos são esses mortais!" O símbolo alegre de Puck é concebido como um sujeito de cartola que se admira em um espelho de mão. Ele aparece não apenas nas capas das revistas, mas também na entrada do <i>Puck Building</i>, no bairro de Nolita, em Nova York, onde a revista foi publicada.
A Puck ganhou notoriedade por seus cartuns espirituosos e bem-humorados e foi o primeiro a publicar cartuns semanais usando cromolitografia no lugar da xilogravura, oferecendo três cartuns em vez de um. Em seus primeiros anos de publicação, os cartuns da Puck eram impressos em grande parte em preto e branco, embora edições posteriores apresentassem impressões litográficas coloridas e atraentes em cores vivas. Uma edição típica de 32 páginas continha uma charge política colorida na capa e uma charge ou tira cômica colorida e não-política na contracapa. Sempre havia um folheto central colorido de página dupla, geralmente sobre um tópico político. Havia vários cartuns em preto e branco usados para ilustrar anedotas engraçadas. Uma página de editoriais comentava as questões do dia, e as últimas páginas eram dedicadas a anúncios.

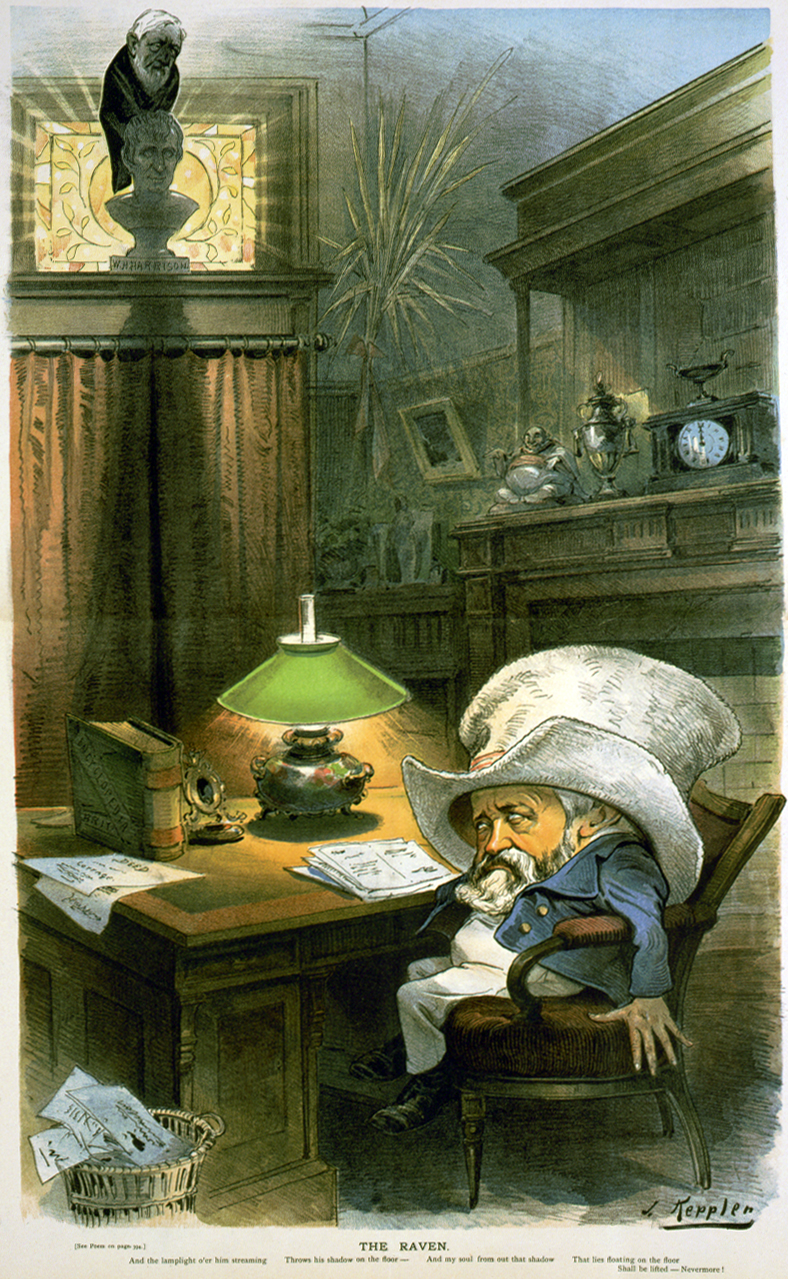
O Corvo, uma caricatura da Puck de 1890 retrata o presidente Benjamin Harrison em sua mesa usando o chapéu de seu avô, que é grande demais para sua cabeça, sugerindo que ele não é apto para a presidência. No topo de um busto de William Henry Harrison, um corvo com a cabeça do Secretário de Estado James G. Blaine olha boquiaberto para o Presidente, uma referência ao famoso poema de Edgar Allan Poe, O Corvo. Blaine e Harrison estavam em desacordo sobre a recentemente proposta Tarifa McKinley.

## Contribuidores
Ao longo dos anos, a Puck empregou muitos cartunistas famosos, incluindo Louis Dalrymple, Bernhard Gillam, Friedrich Graetz, Livingston Hopkins, Frederick Burr Opper, Louis Glackens, Albert Levering, Frank Nankivell, J. S. Pughe, Rose O'Neill, Charles Taylor, James Albert Wales e Eugene Zimmerman.

## O Edifício Puck
A Puck foi instalada desde 1887 no emblemático edifício Puck, de estilo neorromânico, em Chicago, nas ruas Lafayette e Houston, na cidade de Nova York. O edifício com estrutura de aço foi projetado pelos arquitetos Albert e Herman Wagner em 1885, como a maior prensa litográfica do mundo sob o mesmo teto, com seu próprio dínamo gerador de eletricidade. Ocupa um quarteirão inteiro na Houston Street, delimitado pelas ruas Lafayette e Mulberry .

## Legado
Anos após sua conclusão, o nome e o slogan "Puck" foram revividos como parte da seção de quadrinhos de domingo da Comic Weekly, que foi publicada na rede de jornais de Hearst a partir de setembro de 1931 e continuou até a década de 1970. Foi então revivido novamente pelo Los Angeles Herald Examiner de Hearst, que fechou em 1989.

## Arquivos
Uma coleção de cartoons da Puck, datados de 1879 a 1903, é mantida pelo Centro de Pesquisa de Coleções Especiais da Biblioteca Gelman da Universidade George Washington. A Biblioteca do Congresso também tem uma extensa coleção de impressões da revista Puck online. O Departamento de Coleções Especiais das Bibliotecas da Universidade Atlântica da Flórida também mantém uma coleção de cartuns da Puck em edições inglesa e alemã, datados de 1878 a 1916.

## Galeria de cartuns daPuck

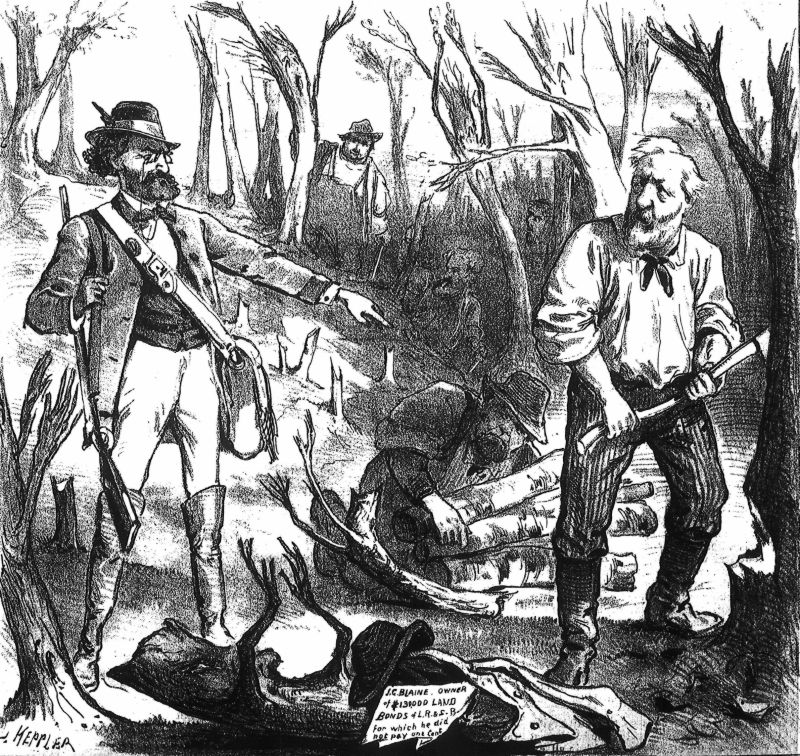
O Secretário do Interior dos EUA, Carl Schurz, aborda o congressista James G. Blaine cortando uma árvore na floresta, c. 1878.
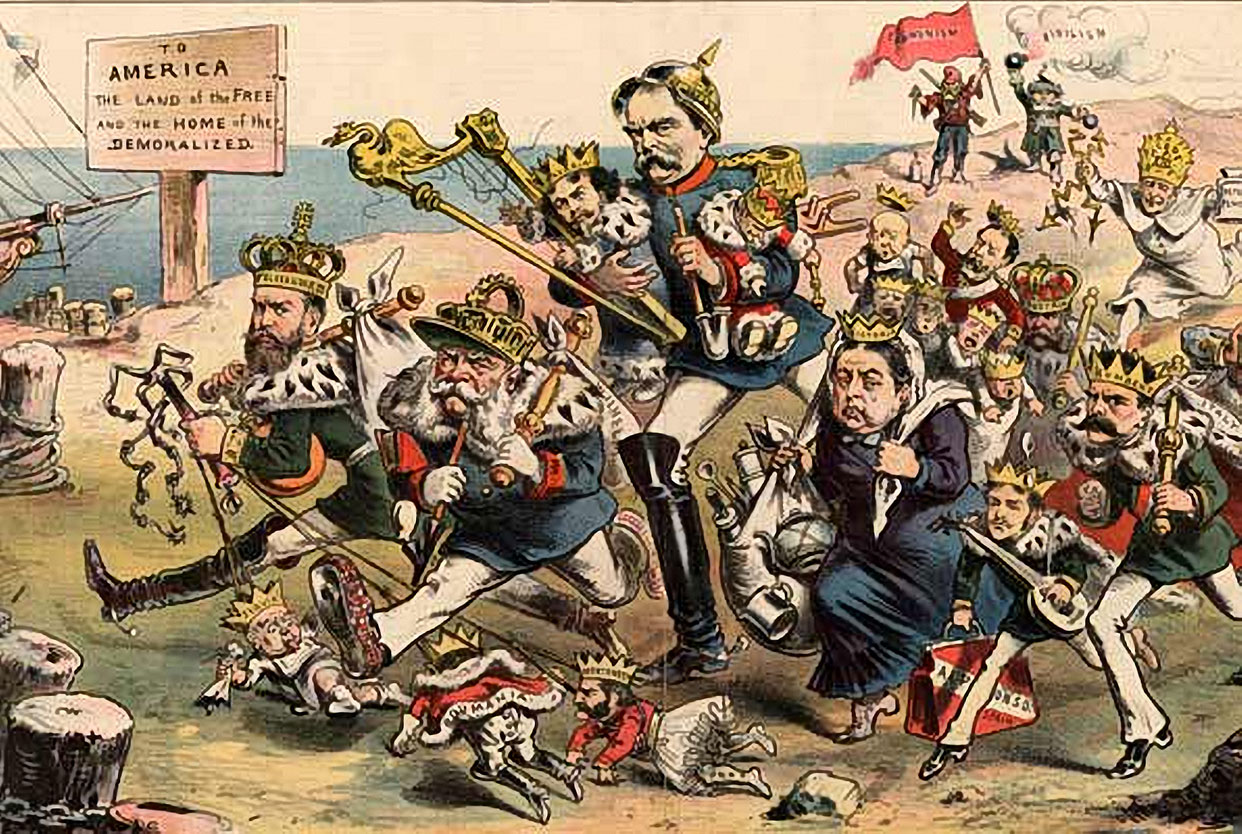
Royalties europeus: vá para o oeste! (após o assassinato de Alexandre II da Rússia), 30 de março de 1881.
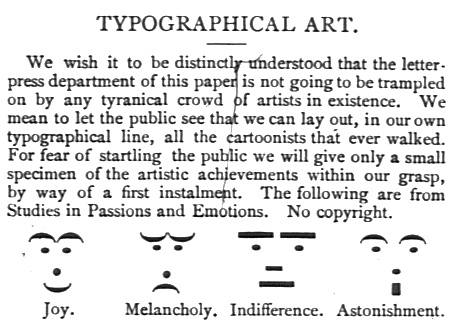
Emoticons, 30 de março de 1881.
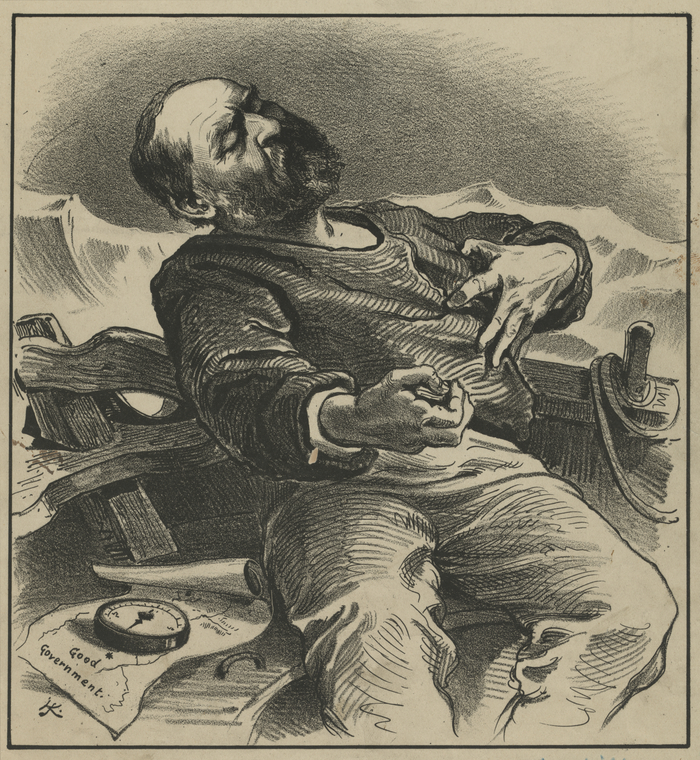
Presidente James A. Garfield, caiu em seu posto, 6 de julho de 1881.
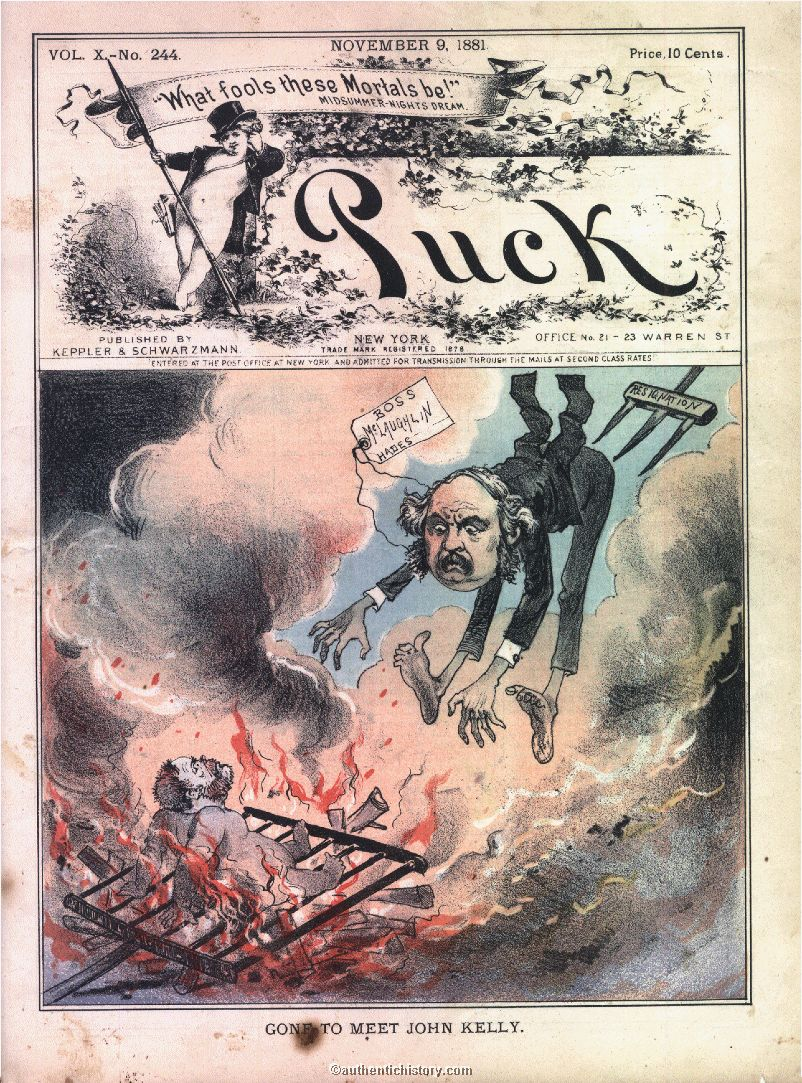
Foi ao encontro de John Kelly (Hugh McLaughlin, o "chefe" político do Brooklyn, Nova York) sendo depositado no "Hades", capa de 9 de novembro de 1881.
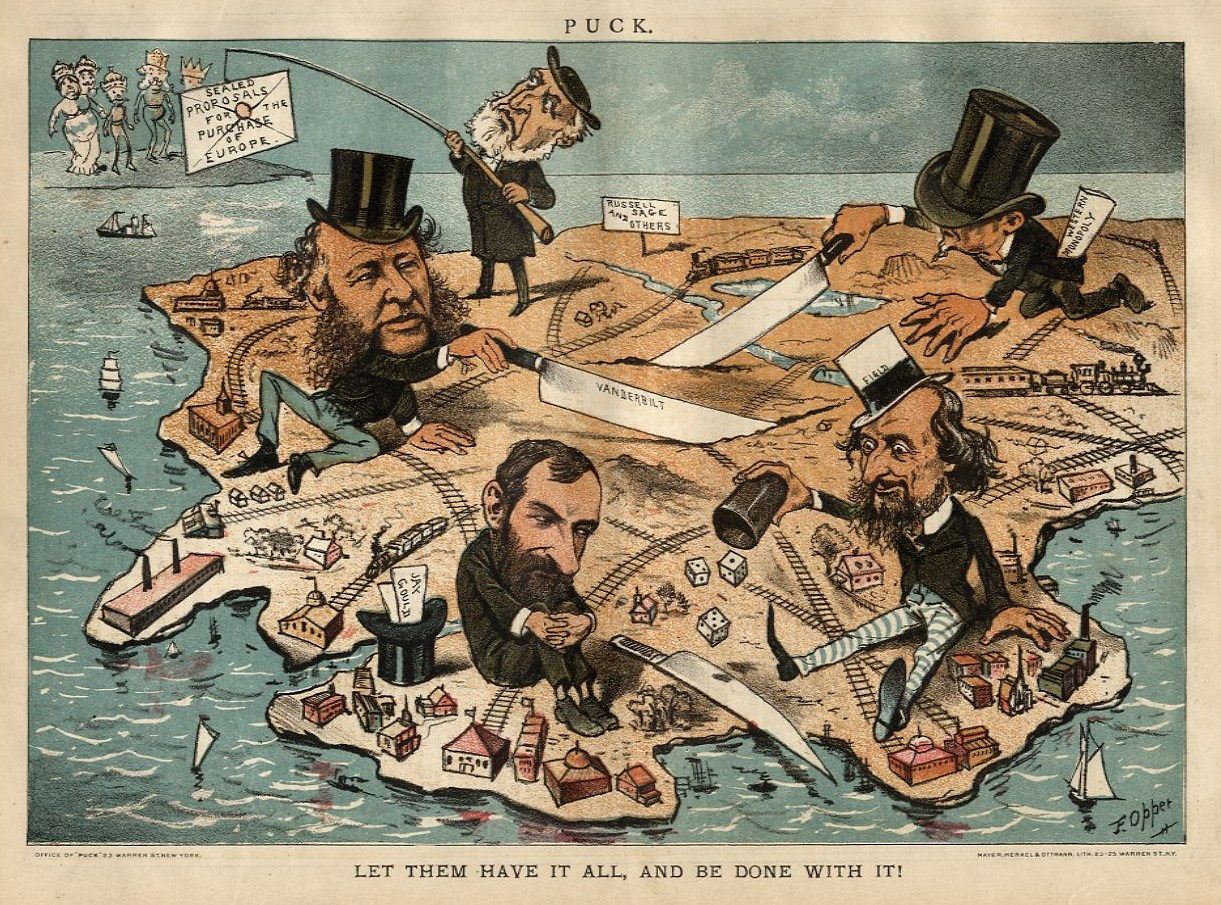
Edição alemã: Milionários do banco imobiliário dividindo o país (William Henry Vanderbilt, Jay Gould, Cyrus West Field, Russell Sage; Andrew Carnegie), 1885.
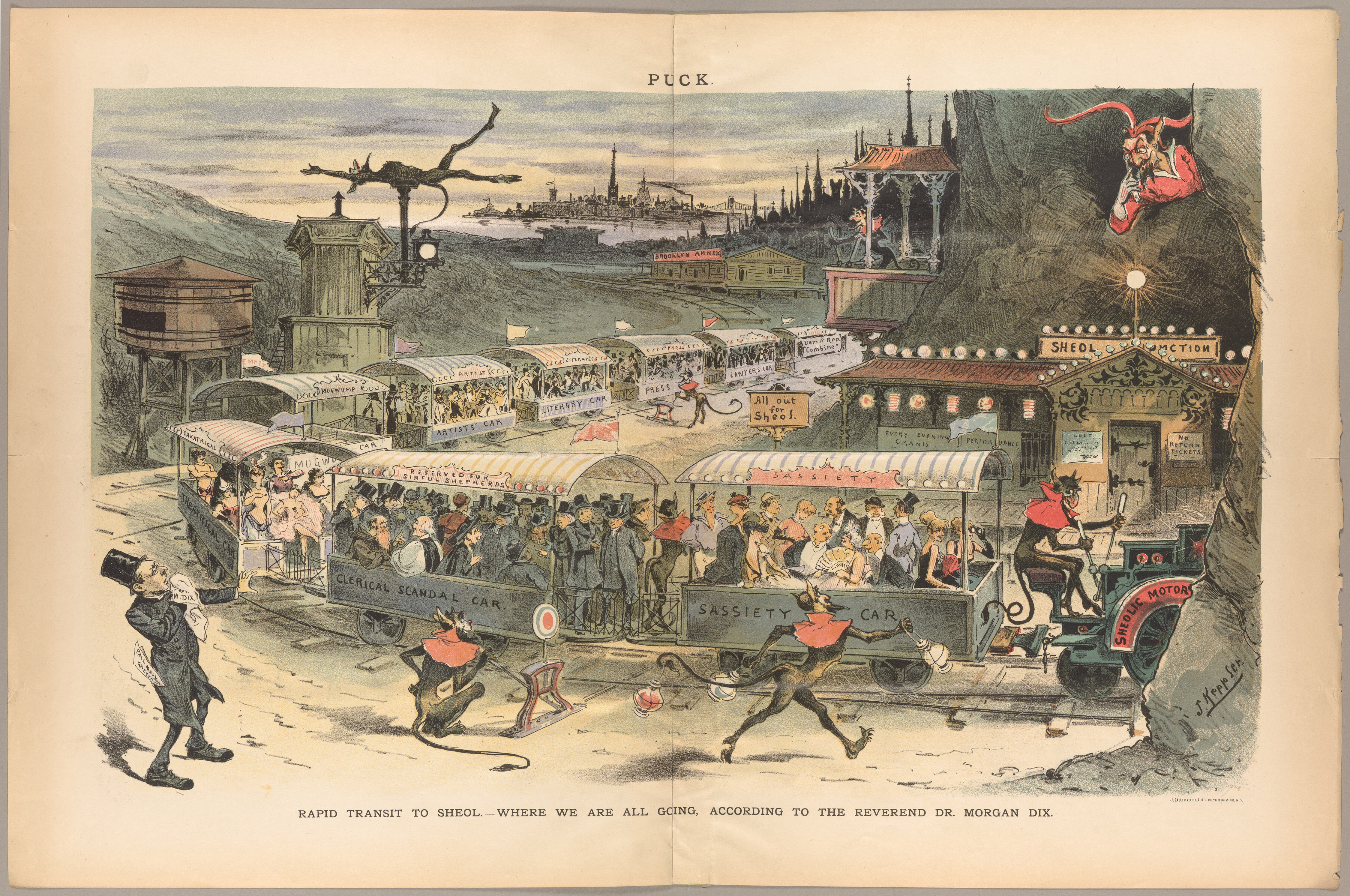
Trânsito rápido para o Sheol — para onde todos nós estamos indo, de acordo com o reverendo Dr. Morgan Dix, por Joseph Ferdinand Keppler, 1888.
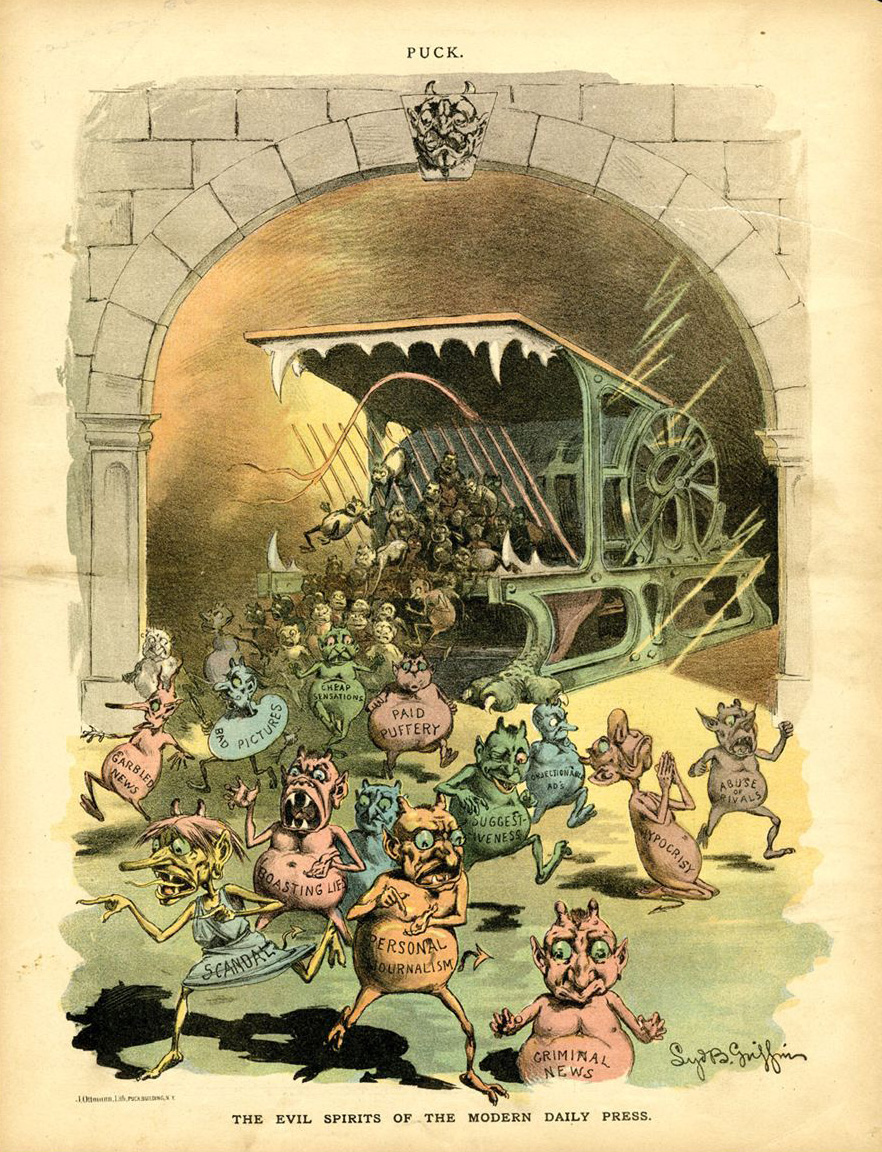
Diabinhos maldosos da impressora, 1888.
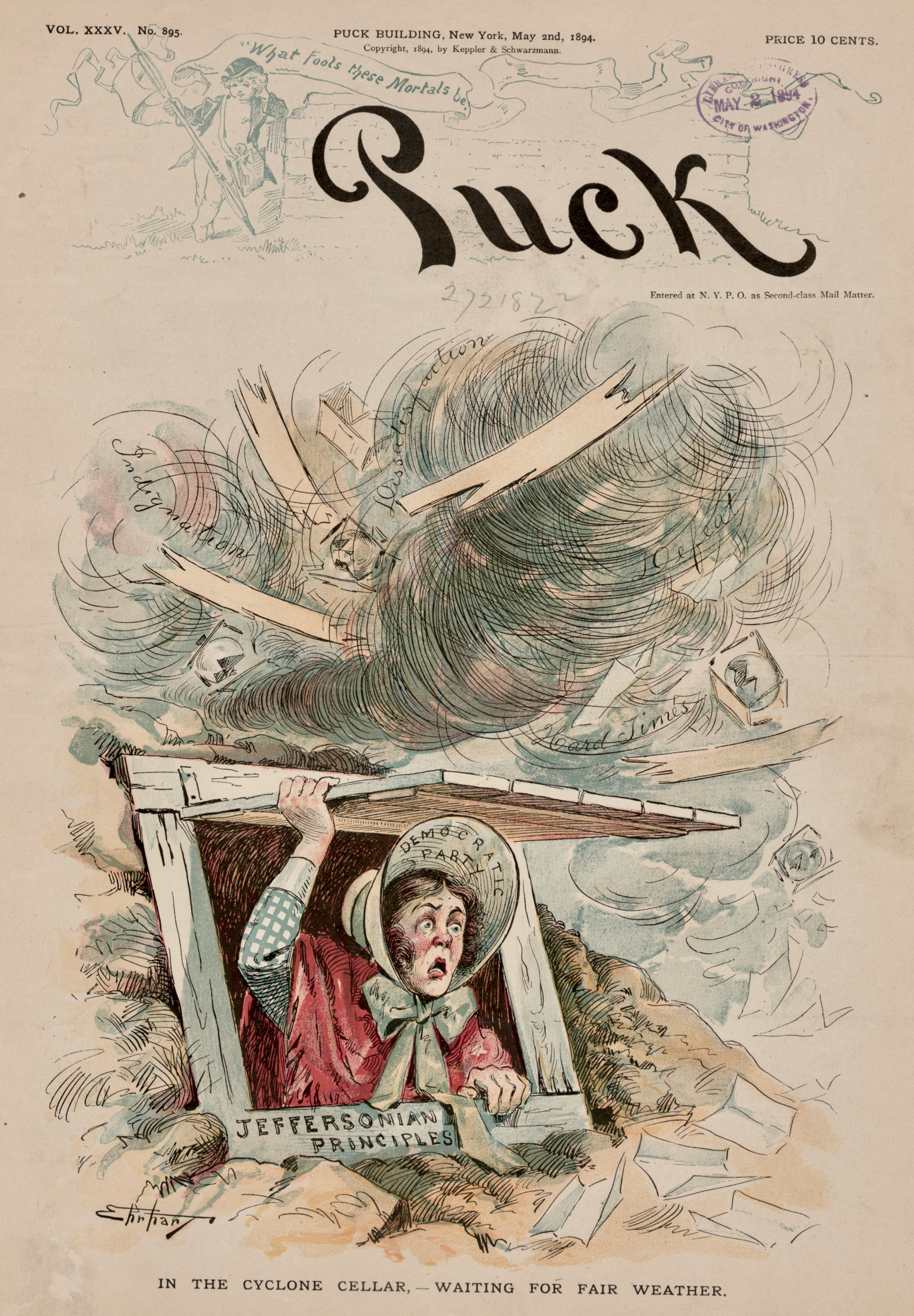
Um ciclone como metáfora para revolução política durante as eleições de meio de mandato dos EUA em 1894.
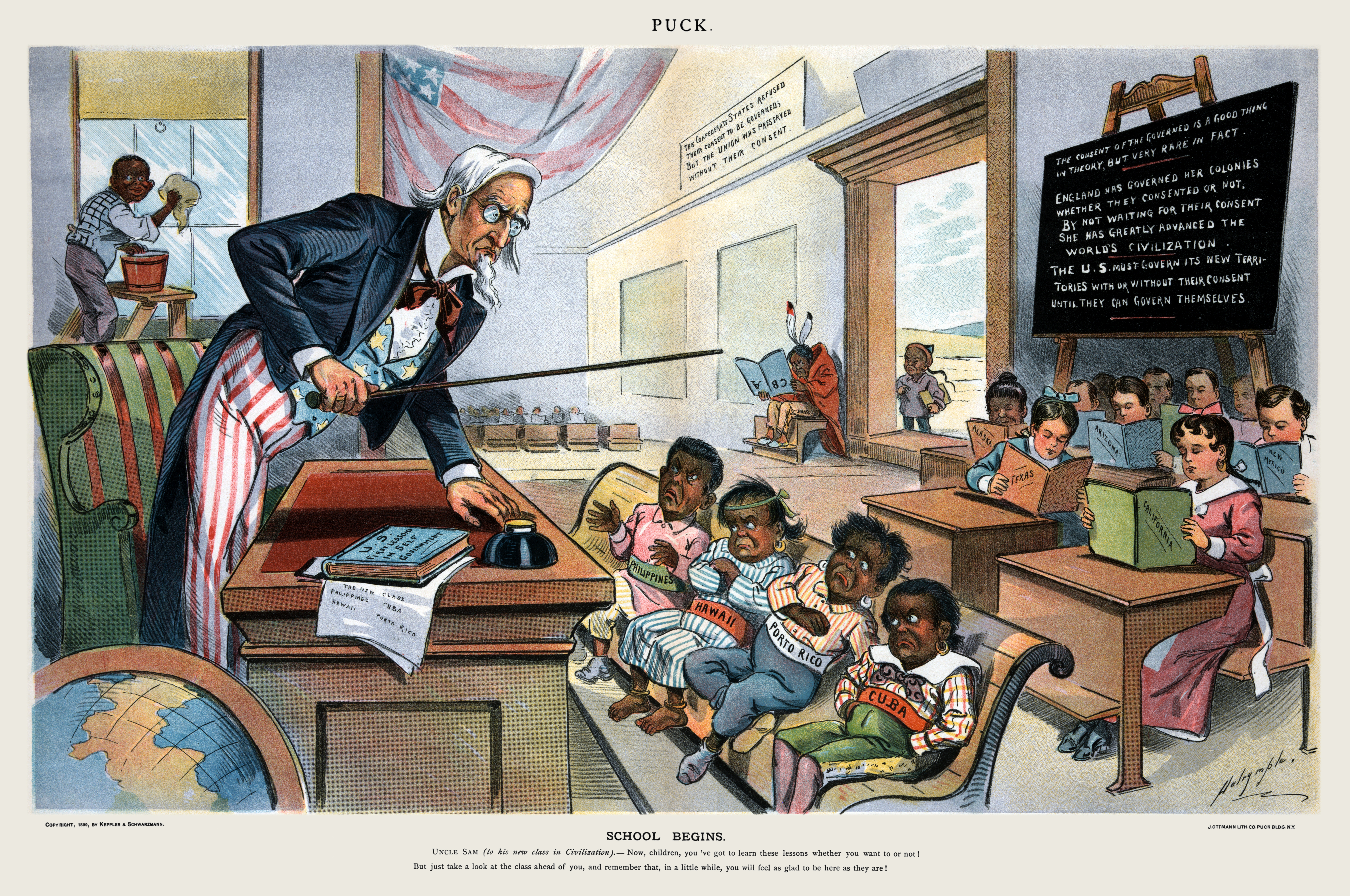
A escola começa por Louis Dalrymple, 25 de janeiro de 1899.
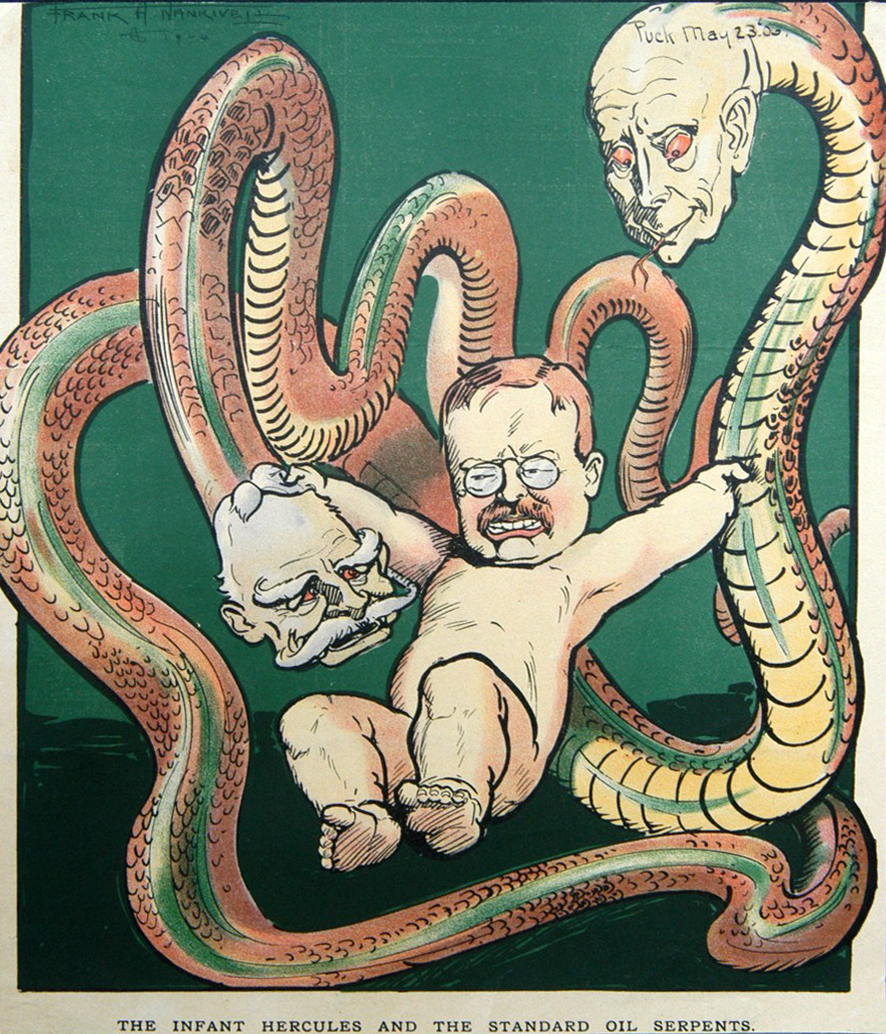
O Infante Hércules e as Serpentes da Standard Oil, de Frank A. Nankivell, retratando o presidente dos EUA Theodore Roosevelt agarrando a cabeça de Nelson W. Aldrich e o corpo semelhante a uma cobra de John D. Rockefeller, 23 de maio de 1906.
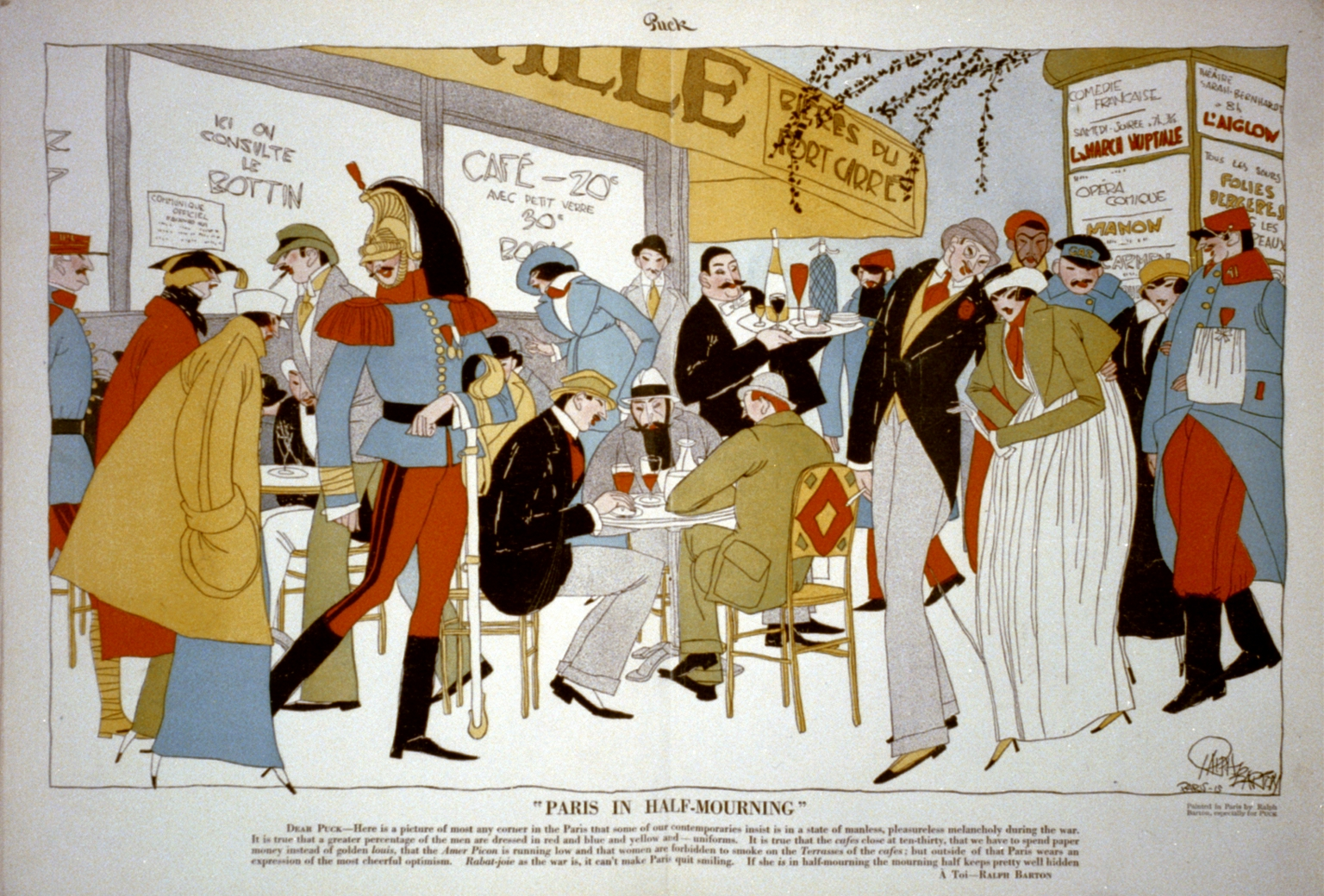
Paris em Meio-Luto, de Ralph Barton, 1915.
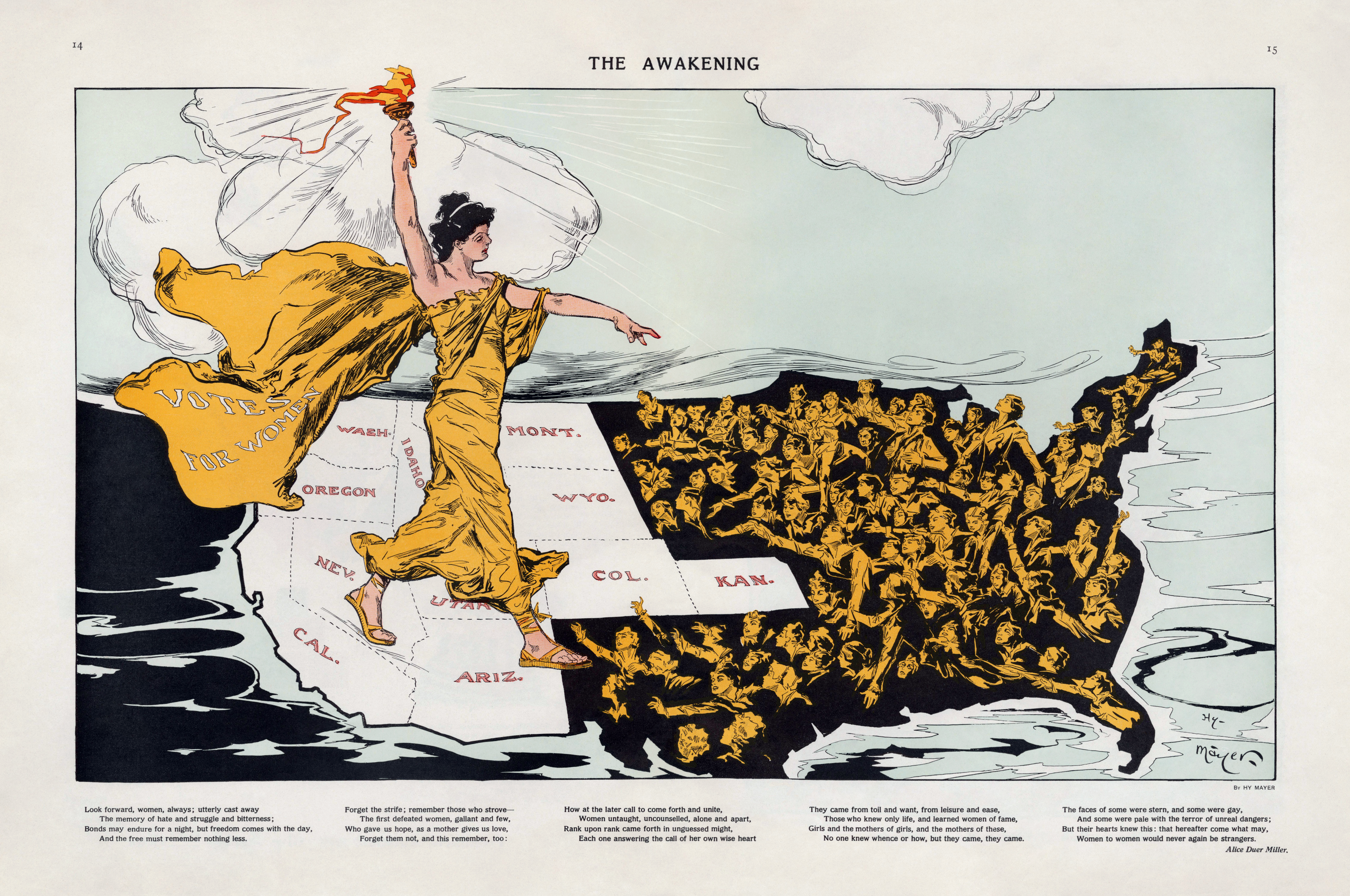
O Despertar (retratando o movimento pelo sufrágio universal) por Henry "Hy" Mayer, 1915.